# Crase
Crase é um dos metaplasmos por supressão de fonemas a que as palavras podem estar sujeitas à medida que uma língua evolui.

Neste caso, há a fusão de dois fonemas vocálicos idênticos e seguidos em um só.

Exemplos: {2}
- door (português arcaico) > dor (em português)
- noo (português arcaico) > nó (em português)
- seer (português arcaico) > ser (em português)
- veer (português arcaico) > ver (em português)

No português atual:
- Crase com a de preposição, exemplo: à (a de artigo + a de preposição), àquela (a de preposição + o pronome demonstrativo aquela), entre outros; representados pelo sinal gráfico `;
- Em verbos de 3ª conjugação na 1ª pessoa do singular no pretérito perfeito do indicativo, exemplo: sumi, sorri, parti (i de vogal temática com i de desinência número-pessoal), embora não representado graficamente neste caso.

## A crase
O termo crase significa fusão, junção. Em português, a crase é o nome que se dá à contração da preposição "a" com:
- artigo feminino "a" ou "as";
- o "a" dos pronomes "aquele", "aqueloutro";
- o "a" do pronome relativo "a qual" e "as quais";
- o "a" do pronome demonstrativo "a" ou "as".

Obs.: Nunca haverá crase no termo a que, mesmo quando puder ser substituído por à qual. Ex.: A questão a que me refiro é esta. (A questão à qual me refiro é esta.) Quando à que é correto: Ouvimos uma voz igual à que o monstro enjaulado soltava. (À que = àquela que.)
O sinal que indica a fusão, que indica ter havido crase de dois aa, é o acento grave.
- Acentua-se a preposição a quando, substituindo-se a palavra feminina por uma masculina, o a torna-se ao.
- As palavras terra e casa são casos especiais de crase. A preposição "a" antes da palavra casa (lar) só recebe o acento grave quando vier acompanhada de um modificador,[1] caso contrário não ocorre a crase. Já com a palavra terra (chão firme, oposto a bordo) só ocorre crase quando vier acompanhada de um modificador — da mesma maneira que existe a expressão "a bordo", enquanto que com a palavra terra (terra natal ou planeta) sempre ocorre crase.

Exemplos:
Chegamos cedo a casa (também "em casa").
Chegamos cedo à casa de meu pai. 
Os jangadeiros voltaram a terra.
Os jangadeiros chegaram à terra procurada.
Ele voltou à terra dos avós.
- O pronome aquele (e variações) e também aquilo e aqueloutro (e variações) podem receber acento grave no a inicial, desde que haja um verbo ou um nome relativo que peça a preposição a.[2]
- A contração "à" pode surgir também com a elipse de expressões como "à moda (de)", "à maneira (de)", como em "arroz à grega" (à maneira grega), "filé à Chatô" (à moda de Chatô)", etc. É este o único caso em que "à" se pode usar antes de um nome masculino.

## Regras de verificação
Para saber se a crase é aplicável, ou seja, se deve ser usada a contração à (com acento grave) em vez da preposição a (sem acento), aplique-se uma das regras de verificação:
1) Substitui-se a preposição a por outra preposição, como em ou para; se, com a substituição, o artigo definido a permanecer, então a crase é aplicável.
Exemplos:
Pedro viajou à Região Nordeste.
Com crase, porque equivale a Pedro viajou para a Região Nordeste.
Pedro viajou a Uberaba.
Sem crase, porque equivale a Pedro viajou para Uberaba.
2) Troca-se o complemento nominal, após "a", de um substantivo feminino para um substantivo masculino; se, com a troca, for necessário o uso da combinação ao, então a crase é aplicável.
Exemplos:
Prestou relevantes serviços à comunidade.
Com crase, porque ao se trocar o complemento — Prestou relevantes serviços ao povo — aparece a combinação ao.
Chegarei daqui a uma hora
Sem crase, porque ao se trocar o complemento — Chegarei daqui a um minuto — não aparece a combinação ao.
3) Quando se refere a locais para onde se dirige o sujeito, faz-se a pergunta inversa, a fim de se verificar se há ou não a necessidade do uso da crase. Essa regra pode ser definida pela frase: "SE VENHO DA.... CRASE HÁ; SE VENHO DE..., CRASE PRA QUE?". 
Exemplos:
"Eu vou à Europa no próximo mês" (para se confirmar a necessidade ou não do uso da crase, fazemos a pergunta inversa: eu venho da Europa ou eu venho de Europa? Como a expressão correta é "eu venho da Europa", segue-se a necessidade do uso da crase).
"Eu vou a Paris, no próximo". (fazendo-se a pergunta inversa, temos: "eu venho da Paris ou eu venho de Paris?") Como a expressão correta, nesse caso (que inclusive soa bem ao ser expressa), é eu venho de Paris, então se conclui que não há necessidade do uso da crase.
Obs.: a crase não ocorre antes de palavras masculinas; antes de verbos, de pronomes pessoais, de nomes de cidade que não utilizam o artigo feminino, da palavra casa quando tem significado do próprio lar, da palavra terra quando tem sentido de solo e de expressões com palavras repetidas (dia a dia).

## Crase facultativa
A crase é facultativa nos seguintes casos:
Antes de nome próprio feminino:
Refiro-me à (a) Luciana.
Se o nome estiver qualificado, a crase será obrigatória. Exemplo: O prêmio Nobel da paz foi dado à bela Beatriz.
Em referência a pessoas com quem não se tem intimidade, a crase é proibida. Exemplo: Fizemos homenagem a Anita Garibaldi.
Antes de pronome possessivo feminino no singular (minha, tua, sua, dela, nossa e vossa), desde que seja pronome adjetivo:
Dirija-se à (a) sua fazenda.
Exceções:
1) A crase será obrigatória se este for um pronome possessivo substantivo. Exemplo: Dê mais valor à sua presença do que à minha.
2) Com pronomes possessivos no plural, não se trata de uma escolha entre as/às, mas sim de uma simples preposição (a) ou sua combinação com o artigo no plural (às): Juntamos a fotografia a/às suas notas.
Depois da preposição até:
Dirija-se até à (a) porta.
A palavra 'até' pode ser usada como palavra denotativa de inclusão - sinônima de também, mesmo ou inclusive - situação em que NÃO possui a variante 'até a'.
Exemplo: Conheço até os filmes antigos.

## Casos proibidos
Tendo por princípio basilar que a palavra "à" é o feminino de "ao", não existe crase onde também não cabe o uso de "ao". Portanto, nas seguintes situações:
Antes de verbos no infinitivo:
Preços a combinar.
Antes de substantivos masculinos, salvo no já supracitado caso de estar subentendida a expressão "à moda de":
Passear a cavalo
Antes de artigos indefinidos:
Redirecionar a uma página
Antes de numerais, exceto horas:
De 10 a 100
Encontramos o produto numa faixa de preço que vai de R$120,00 a R$ 150,00.
O caminho vai de 20 a 30 quilômetros até o lugarejo.
Antes de plural sem o emprego do artigo definido "as", no sentido genérico:
a brilhantes psicólogas
a soluções
Exceção: Quando tomados em sentido específico, são precedidos do artigo as e admitem a crase: às rigorosas análises, às reivindicações
Após o uso de preposições:
Ante a descoberta o cientista gritou.
Após a voz de prisão o bandido entregou os comparsas.
Contra a ação do governo, João realizou um protesto.
Mas: Caminhamos até à (a) casa. (no caso específico de "até", a crase é facultativa)
Antes de pronomes pessoais, relativos, demonstrativos, indefinidos, interrogativos, possessivos masculinos e de tratamento (com exceção de senhora, senhorita):
Entregue o relatório a ela. (Pessoal)
Informei o novo horário a esse cliente. (Demonstrativo)
Ele é meu amigo, a quem sempre obedeço. (Relativo)
Jamais devi dinheiro a ninguém. (Indefinido)
A quem você será fiel? (Interrogativo)
Enviei dois ofícios a Vossa Senhoria. (Tratamento)
Obs.: Em pronomes demonstrativos aquele, aqueloutro (não mui corrente)... pode haver crase:
Mas: Voltei a (à) minha cidade natal. (No caso dos pronomes possessivos, a crase é facultativa))
Entreguei as chaves àquela mulher. (Demonstrativo)
Entre substantivos repetidos:
Dosava a medicação gota a gota
Os adversários estavam cara a cara.
Antes de topônimos de cidades que não admitem "a":
Vou a Salvador.
Vou a Lisboa.
Vou a Madri.
Obs.: substituir por "Fui à" ou "Vim da" (craseia-se) — "Fui a" ou "Vim de" (não se craseia).
Vou a Brasília.
Fui a Brasília. Vim de Brasília. (Não há crase)
Vou à Bahia.
Fui à Bahia. Vim da Bahia. (Há crase)
À exceção de: Quando o lugar está determinado com um adjunto adnominal, assim como ocorre com "casa" e "terra", a crase é obrigatória em topônimos que não admitem artigo
Vou à Lisboa dos poetas.
Vou à Brasília de Oscar Niemeyer.